# Nagqu

Địa khu Nagqu tại Khu tự trị Tây Tạng

Nagqu (chữ Tạng: ནག་ཆུ་ས་ཁུལ; Wylie: Nag-chu Sa-khul; tiếng Trung: 那曲地区; bính âm: Nàqū Dìqū, Hán Việt:Na Khúc địa khu) là một địa cấp thị ở khu tự trị Tây Tạng. Thành phố Nagqu cấp tỉnh đã được Hội đồng Nhà nước chấp thuận thành lập vào ngày 2 tháng 10 năm 2017 và chính thức thành lập vào ngày 7 tháng 5 năm 2018 và đây cũng là thành phố cấp tỉnh có độ cao lớn nhất.[2] có diện tích lớn nhất tại Khu tự trị Tây Tạng. Nagqu có tổng diện tích là 450.537 km². Địa cấp thị được chia thành 1 khu và 10 huyện và thủ phủ là khu Nagqu.
Nagqu được mong đợi là sẽ có sân bay trên độ cao lớn nhất thế giới trong năm 2011 với cao độ 4.436 mét so với mực nước biển. Sân bay sẽ có tên là Nagqu Dagring. Nagqu đã được lựa chọn để tổ chức một trung tâm dịch vụ hậu cần lớn nhất trên vùng cao nguyên, hoạt động từ tháng 8 năm 2009. Nagqu cũng có tuyến đường sắt Thanh Tạng chạy qua. Nagqu có dân số là 400.000 người.

## Hành chính
| Bản đồ | Bản đồ    | Bản đồ     | Bản đồ            | Bản đồ               | Bản đồ            | Bản đồ                      | Bản đồ                 | Bản đồ          |               |
| ------ | --------- | ---------- | ----------------- | -------------------- | ----------------- | --------------------------- | ---------------------- | --------------- | ------------- |
|        |           |            |                   |                      |                   |                             |                        |                 |               |
| #      | Tên       | Chữ Hán    | Bính âm           | Hán Việt             | Tạng văn          | Wylie                       | Dân số (ước tính 2003) | Diện tích (km²) | Mật độ (/km²) |
| 1      | Nagqu     | 那曲县     | Nàqū Xiàn         | Na Khúc huyện        | ནག་ཆུ་རྫོང་          | nag chu rdzong              | 80.000                 | 16.195          | 5             |
| 2      | Lhari     | 嘉黎县     | Jiālí Xiàn        | Gia Lê huyện         | ལྷ་རི་རྫོང་           | lha ri rdzong               | 20.000                 | 13.056          | 2             |
| 3      | Biru      | 比如县     | Bǐrú Xiàn         | Bỉ Như huyện         | འབྲི་རུ་རྫོང་          | 'bri ru rdzong              | 40.000                 | 11.680          | 3             |
| 4      | Nyainrong | 聂荣县     | Nièróng Xiàn      | Nhiếp Vinh huyện     | གཉན་རོང་རྫོང་        | gnyan rong rdzong           | 30.000                 | 9.017           | 3             |
| 5      | Amdo      | 安多县     | Ānduō Xiàn        | An Đa huyện          | ཨ་མདོ་རྫོང་          | a mdo rdzong                | 30.000                 | 43.411          | 1             |
| 6      | Xainza    | 申扎县     | Shēnzhā Xiàn      | Thân Trát huyện      | ཤན་རྩ་རྫོང་          | shan rtsa rdzong            | 20.000                 | 25.546          | 1             |
| 7      | Sog       | 索县       | Suǒ Xiàn          | Tác huyện            | སོག་རྫོང་            | sog rdzong                  | 30.000                 | 5.744           | 5             |
| 8      | Baingoin  | 班戈县     | Bāngē Xiàn        | Ban Qua huyện        | དཔལ་མགོན་རྫོང་       | dpal mgon rdzong            | 30.000                 | 28.383          | 1             |
| 9      | Baqên     | 巴青县     | Bāqīng Xiàn       | Ba Thanh huyện       | སྦྲ་ཆེན་རྫོང་          | sbra chen rdzong            | 40.000                 | 10.326          | 4             |
| 10     | Nyima     | 尼玛县     | Nímǎ Xiàn         | Ni Mã huyện          | ཉི་མ་རྫོང་           | nyi ma rdzong               | 20.000                 | 72.499          | 0             |
| 11     | Song Hồ   | 双湖特别区 | Shuānghú Tèbié Qū | Song Hồ đặc biệt khu | མཚོ་གཉིས་དོན་གཅོད་ཁྲུའུ་ | mtsho gnyis don gcod khru'u | 10.000                 | 116.637         | 0             |